# Zemský okres Pasov
Zemský okres Pasov (německy Landkreis Passau) je okres v německé spolkové zemi Bavorsko, ve vládním obvodě Dolní Bavorsko. Okresním městem je Pasov.

## Geografie
Na severu sousedí s zemským okresem Freyung-Grafenau, na západě s zemským okresem Deggendorf, na jihozápadě s zemským okresem Rottal-Inn a na východě s Rakouskem.

## Města a obce
| Města | Obce |
| --- | --- |
| 1. Bad Griesbach im Rottal 2. Hauzenberg 3. Pocking 4. Vilshofen an der Donau Obce s tržním právem ( Markt ) 1. Aidenbach 2. Eging a.See 3. Fürstenzell 4. Hofkirchen 5. Hutthurm 6. Kößlarn 7. Obernzell 8. Ortenburg 9. Rotthalmünster 10. Ruhstorf a.d.Rott 11. Tittling 12. Untergriesbach 13. Wegscheid 14. Windorf | 1. Aicha vorm Wald 2. Aldersbach 3. Bad Füssing 4. Beutelsbach 5. Breitenberg 6. Büchlberg 7. Fürstenstein 8. Haarbach 9. Kirchham 10. Malching 11. Neuburg am Inn 12. Neuhaus am Inn 13. Neukirchen vorm Wald 14. Ruderting 15. Salzweg 16. Sonnen 17. Tettenweis 18. Thyrnau 19. Tiefenbach 20. Witzmannsberg |